# Луцкин, Василий Константинович
Василий Константинович Луцкин (бел. Васі́ль Канстанці́навіч Луцкін; 23 марта (5 апреля) 1914, Пустынки, Мстиславский повет — 2 июля 1981, Могилёв) — советский и белорусский государственный и партийный деятель, председатель Могилёвского облисполкома (1964—1974).

## Биография
Родился в деревне Пустынки Мстиславского повета Могилёвской губернии (ныне Мстиславского района Могилёвской области).
Член ВКП(б) с 1940 г.
- 1948—1949 гг. — секретарь Брестского областного комитета КП(б) Беларуси
- ?—1959 гг. — второй секретарь Брестского областного комитета КП(б) Беларуси
- 1959—1963 гг. — председатель исполнительного комитета Брестского областного Совета
- 1963—1964 гг. — председатель исполнительного комитета Брестского сельского областного Совета
- 1964—1974 гг. — председатель исполнительного комитета Могилёвского областного Совета.

## Награды и звания
- Орден Ленина
- Орден Октябрьской Революции
- Три Ордена Трудового Красного Знамени
- Орден «Знак Почёта»
- Орден Красной Звезды
- Орден Красного Знамени
- Орден Отечественной войны II степени
- Медаль «За победу над Германией в Великой Отечественной войне 1941—1945 гг.»
- Медаль «За трудовую доблесть»